# Hájská jeskyně
Hájská jeskyně je přírodní památka v katastrálním území obce Ráztočno v okrese Prievidza v Trenčínském kraji na Slovensku. Území bylo vyhlášeno v roce 1994. Předmětem ochrany je volně přístupná jeskyně. Jeskyně se nachází v masívu Hájské skály v pohoří Žiar, východně od Ráztočna, odkud k ní vede modře značená turistická trasa. Jeskyně je dlouhá 25 metrů a vstup do ní leží v nadmořské výšce 589 metrů. Vznikla činností průsakové vody a dvojice vchodů se setkává v šest metrů vysokém dómu. Podle nálezů byla jeskyně obydlena v neolitu.